# 中山石渠
株式会社中山石渠（なかやませきりょう）は、大阪府豊中市にある墓石・石材などの販売・運営を行う企業。

## 概要
1961年に創業。京阪神や首都圏、広島県などで墓石・石材、霊園開発・墓地販売・墓地移転などの霊園事業、霊園開発の相談などのコンサルティング事業を行っており、本店は大阪府豊中市にある。
1993年から2004年まではCMに大村崑が出演していた。

## 沿革
- 1961年 - 大阪府豊中市利倉において中山石渠店を創業。
- 1961年 - 株式会社中山石渠店を設立。
- 1985年 - 東京支社を開設。
- 1985年 - 東京本社を西新宿7丁目TSビルへ移転。
- 1993年 - 子会社であった大阪生駒メモリアルパーク（現在の霊園・墓石のヤシロ）が独立。
- 2012年 - 東京支社を東京都中野区中央に移転。
- 2013年 - 大阪本社ビルを改修。

## 事業所
- 本店・大阪本社 - 大阪府豊中市利倉1丁目9番1号
- 東京本社 - 東京都中野区中央2丁目22番13号
- 広島支社 - 広島県広島市西区己斐上5丁目963-1

## CM
- 大村崑（1993年-2004年）
- Les.R（2014年）